# Vojarna Bilogora
Vojarna „Bilogora”, prije znana i kao Vojarna „Božidar Adžija”, vojno je zdanje unutar bjelovarske četvrti Vojnović. 
Vojarna je imala veliku važnost tijekom bitke za bjelovarsku vojarnu. Bila je dom 265. oklopno-mehaniziranoj brigadi JNA i bila je zarobljena 29. rujna kao dio operacije Bilogora. U borbi je poginulo nekoliko desetaka hrvatskih vojnika i pripadnika JNA. Zarobljeno je 78 T-55 tenkova i 80 oklopnjaka, koji su pripali Hrvatskoj vojsci. Nakon Domovinskoga rata, vojarnom se služi Hrvatska vojska.  
U vojarni se nalazi: pješačko naoružanje, borbena oklopna vozila i druga oprema koju koriste pripadnici Hrvatske vojske.
Kapela sv. Križa nalazi se u krugu vojarne od 1935. godine.